# 1046年
| 千纪： | 2千纪 |
| 世纪： | 10世纪 \| 11世纪 \| 12世纪                                                                                                 |
| 年代： | 1010年代 \| 1020年代 \| 1030年代 \| 1040年代 \| 1050年代 \| 1060年代 \| 1070年代                                           |
| 年份： | 1041年 \| 1042年 \| 1043年 \| 1044年 \| 1045年 \| 1046年 \| 1047年 \| 1048年 \| 1049年 \| 1050年 \| 1051年                 |
| 纪年： | 丙戌年（狗年）；契丹重熙十五年；北宋慶曆六年；西夏天授禮法延祚九年；大理保安二年；越南天感聖武三年；日本寬德三年，永承元年 |

## 大事记
- 神圣罗马帝国
  - 亨利三世加冕为皇帝
- 基輔羅斯
  - 雅羅斯拉夫一世·弗拉基米羅維奇大公的兒子弗謝沃洛德一世·雅羅斯拉維奇與拜占庭皇帝君士坦丁九世的女兒安娜斯塔西婭結婚。